# Desnaturação do ADN
A desnaturação do DNA é o processo através do qual o ácido desoxirribonucleico de dupla cadeia se desenrola e separa-se em duas cadeias simples, através da quebra de ligações de hidrogénio entre as bases. O termo é utilizado para referir ao processo que ocorre quando uma mistura é aquecida, apesar de "desnaturação" também poder referir a separação das cadeias de ADN induzidas por químicos como a ureia.
Para múltiplas cópias de moléculas de DNA, a temperatura de desnaturação (Tm) é definida como a temperatura na qual metade das cadeias de ADN estão no estado de dupla hélice e as da outra metade estão em estados aleatórios de enrolamento. A temperatura de desnaturação depende do comprimento da molécula e da composição específica da sequência de nucleotídeos.